# Natrokarbonatit
Natrokarbonatit, auch als Lengaiit bekannt, ist ein extrem seltenes magmatisches Gestein, das zu den Karbonatiten gerechnet wird.

## Etymologie

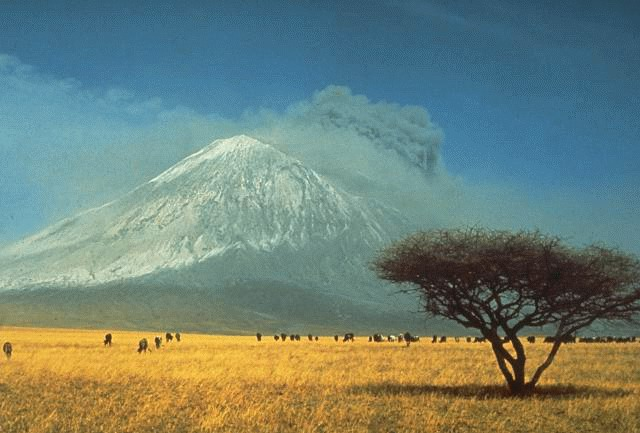
Der Ol Doinyo Lengai während des Ausbruchs von 1966

Der Gesteinsname Natrokarbonatit setzt sich zusammen aus der Vorsilbe Natro- und Karbonatit. Mit Natro-, abgeleitet von Natron, wird die Natriumvormacht des Gesteins spezifiziert. Karbonatit geht seinerseits auf Carbonat zurück, das aus der lateinischen Wurzel carbo mit der Bedeutung Kohle stammt. Der Name Lengaiit bezieht sich auf Ngai, den Gott der Massai.

## Entdeckung und Erstbeschreibung
Natrokarbonatit wurde im Jahr 1960 von Dawson entdeckt und 1962 erstbeschrieben. Der Gesteinsname wurde 1963 von Du Bois und Kollegen geprägt.

## Vorkommen

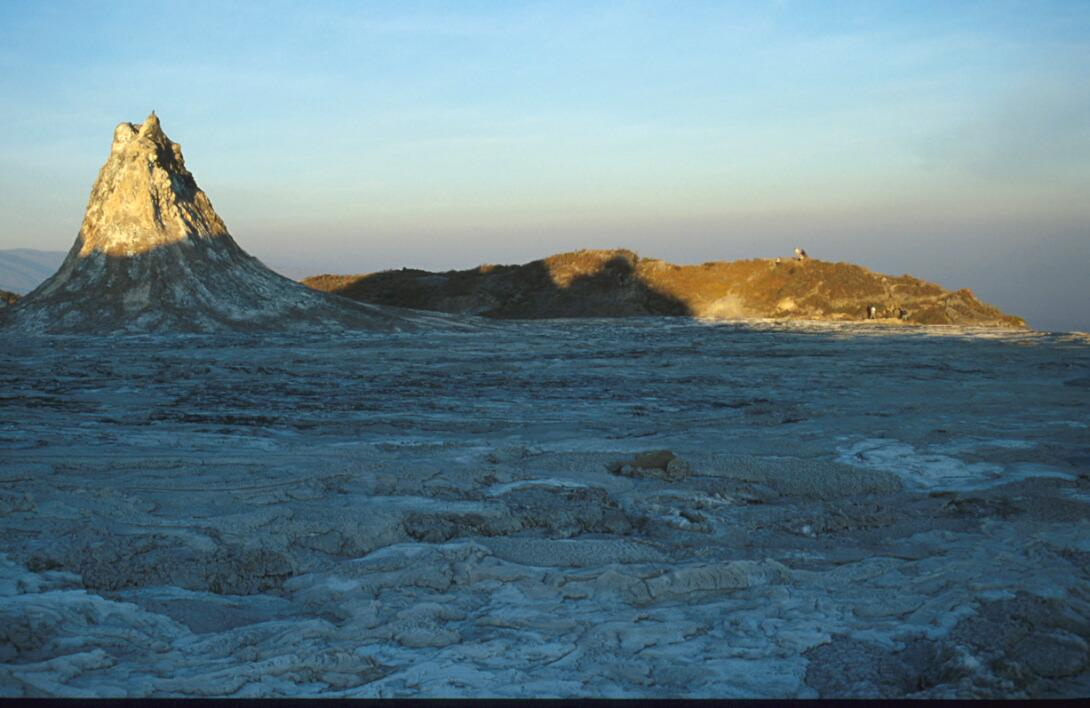
Hornito mit Lavastrom aus Natrokarbonatit im Krater des Ol Doinyo Lengai

Natrokarbonatit ist bisher nur als vulkanisches Gestein bekannt – als Lava von der Typlokalität des Vulkans Ol Doinyo Lengai in Tansania und von einer Tephralage am Vulkan Kerimasi, ebenfalls in Tansania.

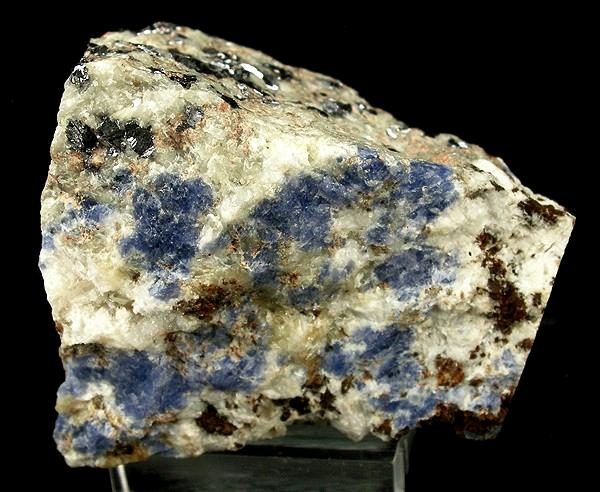
Gesteinsstufe mit Sodalith-Burbankit-Bleiglanz vom Cerro Sapo in Bolivien

Gänge vom Typ Sodalith-Ankerit-Baryt im Cerro-Sapo-Komplex in der Alkaligesteinsprovinz von Ayopaya in Bolivien werden mittlerweile von Schulz und Kollegen (2004) als intrusive Äquivalente der Natrokarbonatitlaven des Ol Doinyo Lengai angesehen.

## Physikalische Ausbildung
Natrokarbonatitlaven treten mit sehr geringer Viskosität bei Temperaturen zwischen 540 und 593 °C aus – im Vergleich zu Basalten, deren Austrittstemperatur bei über 1100 °C liegen, sind dies extrem niedrige Temperaturen. Demzufolge glühen die emittierten, an Schlammströme erinnernden Laven tagsüber auch nicht und zeigen selbst nachts nur ein mattes rötliches Glimmen.

## Mineralogie
Wie alle Karbonatite besteht auch Natrokarbonatit zu mehr als 50 Gewichtsprozent aus Karbonaten. Beim Natrokarbonatit sind dies die Karbonate der Elemente Natrium, Kalium und Kalzium, insbesondere die Minerale Nyerereit (Na, K)2Ca[CO3]2 und Gregoryit (Na2, K2, Ca)[CO3].

## Chemische Zusammensetzung
Die folgenden Analysen sollen die chemische Zusammensetzung des Natrokarbonatits in einer Studie von Le Bas (1981)
und anhand zweier unterschiedlicher Ausbrüche am Ol Doinyo Lengai verdeutlichen:
| Oxid Gew. % | Le Bas (1981) | Ausbruch 1988 | Ausbruch 1993 |
| SiO2        | 00,58         | 00,19         | 03,07         |
| TiO2        | 00,10         | 00,01         | 00,10         |
| Al2O3       | 00,10         | 00,10         | 00,85         |
| FeO         | 00,29         | 00,32         | 01,19         |
| MnO         | 00,14         | 00,42         | 00,32         |
| MgO         | 01,17         | 00,28         | 00,38         |
| CaO         | 15,54         | 13,81         | 14,80         |
| Na2O        | 29,56         | 32,18         | 27,90         |
| K2O         | 07,14         | 08,11         | 05,81         |
| P2O5        | 00,95         | 00,86         | 01,05         |
| CO2         | 31,72         | 34,70         | 30,40         |
| SO3         | 02,48         | 03,17         | 02,55         |
| F           | 02,26         | 02,20         | 01,64         |
| Cl          | 02,90         | 02,50         | 02,54         |
| BaO         | 01,04         | 01,39         | 00,85         |
| SrO         | 02,09         | 01,69         | 01,15         |

Bis zu zwei Drittel des Gesteins werden allein von Na2O und CO2 eingenommen, von Bedeutung sind ferner die Anteile von CaO und K2O. Im Vergleich zu 1988 war der Ausbruch von 1993 silikatreicher.

## Petrographie

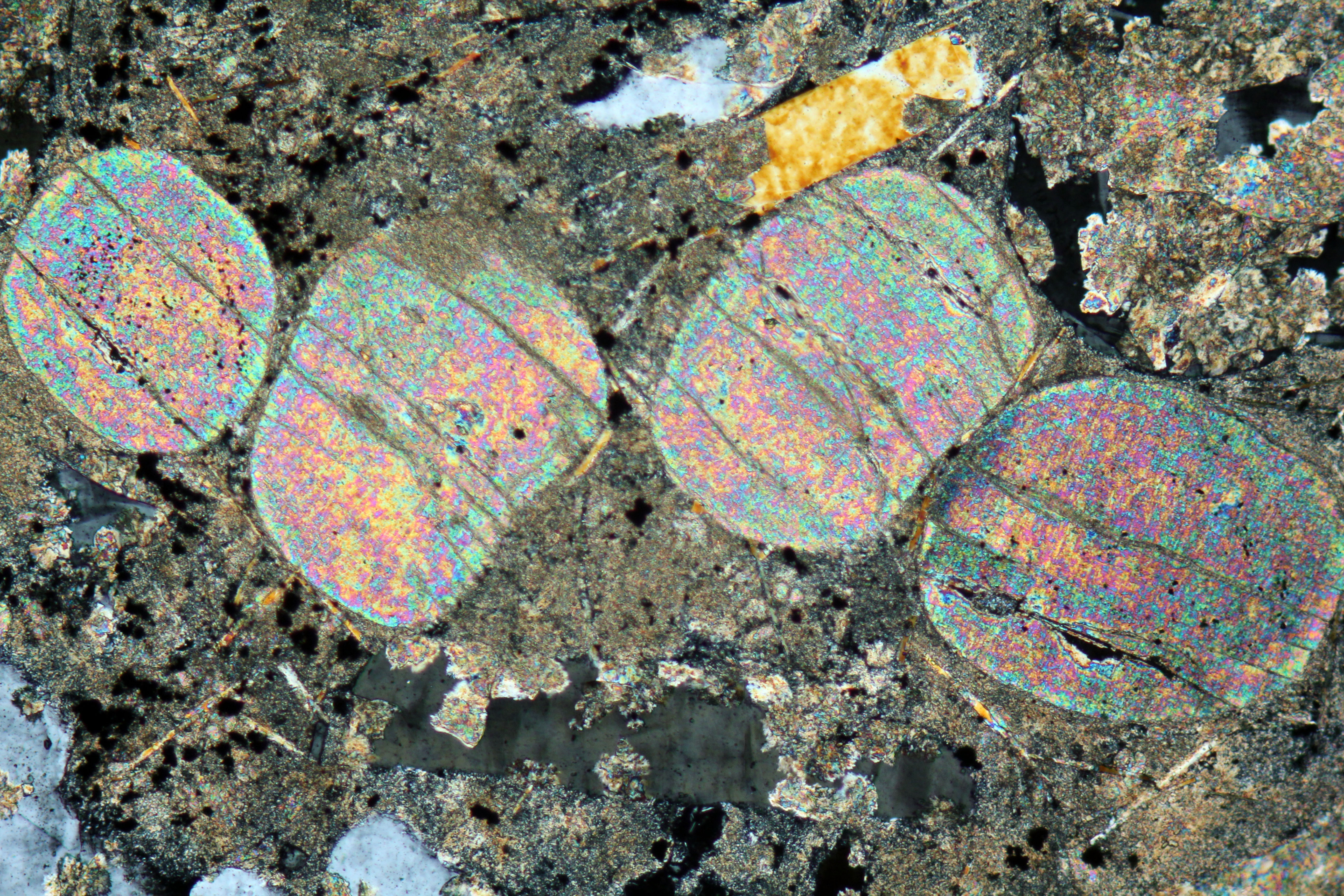
Dünnschliff eines Natrokarbonatits mit gerundeten Gregoryit-Porphyroklasten

Die Struktur der Natrokarbonatitlava am Ol Doinyo Lengai ist porphyrisch. Die Einsprenglinge aus gedrungen-prismatischem Gregoryit und tafeligem Nyerereit sind klein (kleiner als 1 Millimeter) und schwimmen in einer feinkristallinen Grundmasse aus denselben Mineralen zuzüglich Fluorit (CaF2), Nahcolit (NaHCO3) und Pyrrhotin. Die Grundmasse war anfangs glasartig erstarrt.

## Entstehung
Die Petrogenese natrokarbonatitischer Magmen ist noch heftig umstritten, da zwei unterschiedliche Modelle aufeinander treffen:
- Unmischbarkeit silikatischer und karbonatischer Schmelzen. In diesem Modell wird angenommen, dass natrokarbonatische Magmen sich aus betont peralkalischen Nephelinitmagmen (Combeit-Nepheliniten), wie sie am Ol Doinyo Lengai ebenfalls vorkommen, entmischt haben.[9] Dass Natrocarbonatite überhaupt mit silikatischen Schmelzen bei den in der Erdkruste herrschenden Drucken und magmatischen Temperaturen koexistieren können, wurde 1989 von Hamilton und Kollegen gezeigt.[10]
- Abpressen eines mobilen, alkalischen, CO2-reichen Flüssigkeitskondensats.[11]

Eine mögliche Kristallfraktionierung aus Sövit (Calcitkarbonatit) wird als nicht realisierbar erachtet.